# The Yinyang Master
Pour plus de détails, voir Fiche technique et Distribution.
The Yinyang Master  (侍神令, Shì shén lìng) est un  film chinois réalisé par Li Weiran, sorti en 2021.

## Fiche technique
- Titre original : 侍神令, Shì shén lìng
- Titre français : The Yinyang Master
- Réalisation : Li Weiran
- Scénario : Chang Chia-lu et Even Jian
- Direction artistique : Akatsuka Yoshihito
- Costumes : Yi Xiaoya
- Photographie : Wang Boxue
- Montage : Zhang Weili
- Musique : Shigeru Umebayashi
- Pays de production : Chine
- Format : Couleurs - 35 mm - 2,35:1 - Dolby Digital
- Genre : action, aventure, drame
- Durée : 113 minutes
- Dates de sortie :
  - Chine : 12 février 2021
  - Monde : 19 mars 2021 (sur Netflix)

## Distribution
- Chen Kun : Qing Ming
- Zhou Xun : Bai Ni
- William Chan : Cimu
- Qu Chuxiao : Yuan Boya
- Wang Likun : Peach Blossom Spirit
- Yue Shen : Shenle
- Wang Cici : Snow Queen
- Wang Yueyi : Butterfly Spirit
- He Yongsheng : Dong Jue